# بیزک
بیزک (به انگلیسی: Bezeq) بزرگترین شرکت مخابرات اسرائیل است و طیف وسیعی از خدمات مخابراتی را ارائه می‌کند، که سرویس‌هایی چون تلفن ثابت، تلفن همراه، خدمات اینترنت و تلویزیون کابلی را در بر می‌گیرد. 
شرکت بیزک در سال ۱۹۸۴ توسط دولت اسرائیل تأسیس شد و در حال حاضر انحصار بازار تلفن ثابت و اینترنت را در کشور اسرائیل در دست دارد. این شرکت نخستین شبکه تلفن همراه در این کشور را با مشارکت فنی شرکت موتورولا راه‌اندازی نمود. 
دفتر مرکزی این شرکت در شهر تل‌آویو، اسرائیل قرار دارد و بخشی از سهام آن در بازار بورس تل‌آویو معامله می‌شود.